# Lecture (législatif)
Pour les articles homonymes, voir Lecture (homonymie).
Une lecture est dans le processus législatif parlementaire l'action obligatoire de procéder à l'examen d'un projet ou d'une proposition de loi devant une ou des chambres du Parlement avant son adoption par les parlementaires et son éventuelle entrée en vigueur.

## Droit par pays

### Droit canadien

#### Chambre des communes et Sénat du Canada
Le processus législatif canadien à la Chambre des communes du Canada comporte trois options possibles : (1) le processus traditionnel, (2) l'élaboration et dépôt par un comité et (3) le renvoi à un comité avant la deuxième lecture. Peu importe l'option choisie, il y a au total trois lectures du projet de loi. Une fois que le projet de loi est adopté à la Chambre des communes, le projet de loi doit passer par un processus législatif très similaire au Sénat du Canada qui nécessite des lectures supplémentaires à la Chambre haute.

#### Provinces canadiennes
Le processus législatif des provinces canadiennes peut s'écarter de manière importante de celui du Parlement canadien : par exemple, au Québec, outre le fait qu'il n'y a pas de Chambre haute, l'expression « première lecture » n'est pas utilisée dans les règlements de l'Assemblée nationale car elle a été remplacée par le terme « présentation d'un projet de loi » lors d'une réforme en 1984.

### Droit français
Chaque lecture est constituée de l'examen d'un texte de loi devant chacune des deux chambres. Ainsi, un texte passe en première lecture devant l'une des chambres (le plus souvent, l'Assemblée nationale), puis en première lecture devant l'autre (le Sénat), avant de passer ensuite en seconde lecture devant la première chambre saisie, puis en seconde lecture devant la seconde chambre, et ainsi de suite pour les éventuelles lectures ultérieures. C'est la navette parlementaire. 
Chaque lecture est l'occasion pour les chambres de discuter le texte en commission puis en séance, éventuellement de l'amender, avant de l'adopter ou le rejeter. En cas d'adoption conforme, c'est-à-dire dans des termes identiques par les deux chambres à n'importe laquelle des lectures, l'adoption est dite définitive, permettant la promulgation et la publication de la nouvelle loi.
Usuellement, chaque chambre dispose de deux lectures. Ce nombre peut être réduit à un si le gouvernement a engagé la procédure accélérée. Il peut en outre être supérieur à deux en cas de désaccord persistant entre les chambres.
Si après au moins deux lectures (ou une seule en cas de procédure accélérée), les chambres ne sont pas arrivées à un accord sur le texte, une commission mixte paritaire peut être convoquée. Si celle-ci est conclusive, et si le texte qui en est issu est accepté par le gouvernement, il est alors procédé à une lecture spéciale dans chaque chambre, nommée lecture des conclusions de la commission mixte paritaire, lors de laquelle les amendements (à l'exception de ceux du gouvernement ou ceux acceptés par lui) ne sont plus recevables : les parlementaires ne peuvent qu'adopter ou rejeter le texte de la commission mixte paritaire.
Si la commission mixte paritaire n'a pas été conclusive, ou si le texte qui en est issu a été repoussé par le gouvernement, ou si ce texte a été rejeté par l'une des chambres lors de la lecture des conclusions, le gouvernement peut alors demander à l'Assemblée nationale de statuer définitivement. Dans ce cas, il est procédé à une lecture spécifique dans chacune des deux chambres, nommée nouvelle lecture, avant qu'il ne soit procédé à une dernière lecture à l'Assemblée nationale uniquement, nommée lecture définitive.